# Alexander Leslie-Melville (7e comte de Leven)
Alexander Leslie-Melville, 7e comte de Leven (7 novembre 1749 - 22 février 1820) est un homme politique écossais whig et un pair.
En tant que fils aîné de David Leslie (6e comte de Leven), il succède à son père en tant que comte de Leven et comte de Melville le 9 juin 1802. Entre 1806 et 1807, il siège à la Chambre des lords en tant que pair représentant écossais.

## Famille
Le 12 août 1784, il épouse Jane Thornton (11 février 1757 - 13 février 1818), fille de John Thornton, et ils ont cinq fils et trois filles:
- David Leslie-Melville (8e comte de Leven) (22 juin 1785 - 8 octobre 1860), épouse Elizabeth Anne Campbell, fille d'Archibald Campbell, 2e baronnet, de Succoth
- John Leslie-Melville (9e comte de Leven) (18 décembre 1786 - 16 septembre 1876), épouse d'abord sa cousine Harriet Thornton, fille de Samuel Thornton, puis sa cousine Sophia Thornton, fille de Henry Thornton
- William Henry Leslie-Melville (1788-1856)
- Robert Samuel Leslie-Melville (décédé le 24 octobre 1826)
- Alexander Leslie-Melville (18 juin 1800 - 19 novembre 1881) de Branston Hall, marié Charlotte Smith, fille de Samuel Smith
- Lucy Leslie-Melville (décédée le 23 décembre 1865), épouse Henry Smith, fils de Samuel Smith
- Jane Elizabeth Leslie-Melville (décédée le 25 avril 1848), épouse Francis Pym, fils de Francis Pym
- Marianne Leslie-Melville (décédée le 22 mars 1823), épouse Abel Smith, fils de Samuel Smith.